# Louis-Henri Brown de Colstoun
Pour les autres membres des familles, voir Brown de Colstoun.
Louis-Henri Brown de Colstoun (Bordeaux, 8 avril 1835 - Paris, 19 avril 1924), est un officier de marine français. 

## Biographie
Pilotin sur un navire marchand, il voyage au Brésil (1851-1852) et à son retour entre à l'École navale (octobre 1853) dont il sort aspirant en juillet 1854. Il est aussitôt envoyé au siège de Sébastopol sur le Jean-Bart et y est blessé le 7 juin 1855. 
Nommé en juin 1857 enseigne de vaisseau, il est sur la Durance dans l'escadre d'Extrême-Orient et se fait remarquer dans les opérations de Chine, particulièrement comme adjudant du commandant supérieur à Canton. Il revient en France sur la Gironde et est promu lieutenant de vaisseau en août 1861. 
Après un service en Algérie sur le Christophe Colomb, au Mexique sur le Vauban, aide de camp du commandant de la division du Levant, l'amiral d'Aboville sur la Magicienne, il est officier de majorité en escadre de Méditerranée sur la Couronne en 1866 et, secrétaire de l'amiral Saisset, est nommé officier d'ordonnance de l'amiral Pothuau sur la Provence en escadre d'évolutions. 
En 1870, il commande l'aviso garde-pêche Capelan et, avec Pothuau, participe aux opérations du siège de Paris, se distinguant à la bataille de Champigny. 
Capitaine de frégate (janvier 1871), il est grièvement blessé sur le plateau de Châtillon le 25 avril 1871 pendant la lutte contre la Commune. 
En 1872-1873, il commande les avisos Pélican et l’École de pilotage du Chamois puis en 1875, en second, le Montcalm en Extrême-Orient et l’héroïne en escadre d'évolutions (1875). 
Capitaine de vaisseau (avril 1878), il est envoyé à la majorité générale à Rochefort. 
En 1880, il commande la Loire et rapatrie de Nouvelle-Calédonie les condamnés amnistiés. Il commande ensuite la Valeureuse (1882), le cuirassé Océan (1883), le cuirassé Tonnerre à Toulon (1884) avant de devenir major général du port. 
Contre-amiral (février 1886), chef d'état-major et directeur de cabinet de l'amiral Aube au ministère de janvier 1886 à avril 1887, il continue parallèlement à diriger les manœuvres de la division d'expérience des torpilleurs (1886-1887). 
Il commande en 1889 la division navale de l'Atlantique et est promu vice-amiral en juillet 1891 et inspecteur général de la marine. 
Préfet maritime de Toulon (1892), il commande en 1893 l'escadre du Nord sur le Suffren puis reprend ses fonctions à Toulon de 1894 à 1897. 
De nouveau inspecteur général de la marine (septembre 1897), membre de la Commission des phares, il prend sa retraite en avril 1900 et meurt à Paris le 19 avril 1924.

## Distinctions
- Grand officier de la Légion d'honneur (11 juillet 1895)[1]
- Officier de l'Instruction publique
- Médaille de Crimée
- Médaille commémorative de l'expédition de Chine (1860)
- Médaille commémorative de l'expédition du Mexique (1862)